# 長吻黃蓋鰈
長吻黃蓋鰈為輻鰭魚綱鰈形目鰈亞目鰈科的其中一種，為温帶海水魚，分布於北太平洋區，包括鄂霍次克海、千島群島、堪察加半島、白令海、加拿大北極地區海域，棲息深度0-160公尺，體長可達40公分，棲息在底層水域，生活習性不明。